# 氷の聖人
氷の聖人（ドイツ語: Eisheilige、英: Ice Saints）、または氷聖人とは、ユリウス暦5月11日から5月15日までの一連の聖名祝日とそれにまつわる聖人たちの総称である。 

## 概要
「氷の聖人」は、上記の聖名祝日と中央ヨーロッパにおいて春先、既に暖かい日々が続く5月中旬に突然気温が低い特異日が現れる

観天望気に由来している。中央ヨーロッパのカトリック教会ではこれらの特異日と重なる特に5月11日から5月15日まで以下5人の聖人を記念している。
1. マメルトゥス（5世紀）– ユリウス暦 5月11日
2. パンクラティウス（3-4世紀）– ユリウス暦 5月12日
3. セルヴァティウス（4世紀）– ユリウス暦 5月13日
4. ボニファティウス（3-4世紀）– ユリウス暦 5月14日
5. ソフィア（3-4世紀）– ユリウス暦 5月15日

北独カトリック教会においてはマメルトゥスが、南独・スイス・オーストリアのカトリック教会ではパンクラティウスが最初の氷聖人とされる。ドイツ語圏において「氷人」（Eismänner）といえばパンクラティウス、セルヴァティウスとボニファティウスのことを指すが、「冷たいソフィー」が後にこれらに加えられた。冷たいソフィーという言い回しは、南ドイツにおいて北極圏から降りてくる冷たい空気が氷人たちより1日遅れで到達することに由来している。

## 背景
小氷期の最中であった15から19世紀の間、中世ドイツでは長い冬と多雨の冷夏が頻繁に続いた。17世紀から19世紀まではアルプスの氷河が二度崩れ、農場や村々が破壊された。この時期の多くの地域では飢饉が起こることも珍しくなかった。平均的な収穫期は短く、特にドイツでも寒いとされる東と黒い森などの高地に暮らした農民は毎年、「遅くに播種すれば、収穫が少なくなる。早くに播種すれば、春の霜に脅かされる。」、というジレンマに向き合わされてきた。霜は蒔いた種を台無しにするため、農民の間では「冷たいソフィー」の去ったユリウス暦5月15日（グレゴリウス暦5月25日）から天候が回復するのでその後に種蒔きをするのが無難であるという気象伝承（Bauernregel）が現代まで伝えられてきた。

気象学的には、氷の聖人は中央ヨーロッパのこの時期に続く一連の寒い特異日のことを指す。
平年には5月の中旬は気温が既に高くなっているが、北極圏から降りてくる冷気（極風）と高気圧が重なると、夜間に地面が凍り付く。